# Olgastretet
De Olgastretet is een zee in Spitsbergen. De zee ligt tussen Barentszeiland en Svenskøya en heeft een maximum diepte van 220 meter. De Olgastretet is vernoemd naar de Russische groothertogin Olga Nikolajevna van Rusland.
Zowel het fjord Ginevrabotnen als de zeestraat Freemansundet verbinden de Olgastretet met het westelijker gelegen fjord Storfjorden.